# Volcan de boue en Azerbaïdjan
 (janvier 2018).
Si vous disposez d'ouvrages ou d'articles de référence ou si vous connaissez des sites web de qualité traitant du thème abordé ici, merci de compléter l'article en donnant les références utiles à sa vérifiabilité et en les liant à la section « Notes et références ».
Plus de 2 500 volcans de boue sont connus dans le monde, et 353 d'entre eux se trouvent dans la zone côtière de l'Azerbaïdjan,,.
Alors que les volcans de boue (aussi connus sous le nom de « volcans sédimentaires ») n'atteignent jamais la taille d'un volcan normal, avec au maximum 10 km de diamètre et 700 mètres de hauteur (parmi les plus grands volcans de boue du monde, Boyuk Khanizadag et Touragai en Azerbaïdjan), ils ont parfois l'occasion de se faire remarquer, comme cela s'est passé en 2001 (éruption du volcan de boue le plus actif d'Azerbaïdjan, à Lökbatan), qui a connu 25 éruptions entre 1829 et 2017. En 2012, une éruption du volcan de Lökbatan s'est accompagnée d'une colonne de flamme de 200 mètres de hauteur.
L'activité de ces volcans est variable d'un volcan à l'autre, mais en moyenne ils dégagent en Azerbaïdjan plus de 6 millions de m3 de méthane par an. Le pays connaît de 2 à 5 éruptions par an. Ils sont généralement peu dangereux pour la population, car ils sont situés loin des centres d'habitation, mais remodèlent fortement leur environnement. Toutefois, en 1902, une éruption du Bozdag-Guzdek s'est accompagnée de la mort de six bergers et plus de 2 000 moutons, qui étaient restés la nuit dans le cratère pour s'abreuver. Les volcans sous-marins, capables de produire des flammes allant jusqu'à 150 mètres de haut, sont dangereux pour la faune, la flore, les constructions sur les îles environnante et pour les pipelines. Le 11 avril 1932, le réveil soudain du Sangi-Mugan ayant formé l'île du même nom a complètement enveloppé l'île de flammes, et provoqué a destruction des forages et installations pétrolières, ainsi que la morts du personnel y travaillant.  
Les volcans de boue sont étroitement associés aux entrepôts d'hydrocarbures et de produits pétrochimiques souterrains, d'où le gaz qui tente de s'échapper à la surface. Quelques-unes de ces fuites de gaz sont constamment en feu, tirant de petites flammes perpétuelles dans l'air et certains croient que ces flammes perpétuelles sont fortement liées à l'apparition de la religion zoroastrienne en Azerbaïdjan il y a 2000 ans.
Les populations locales les appellent yanardagh (montagne brûlante), pilpila (terrasse), gaynatcha (eau bouillante) et bozdag (montagne grise) à côté de son nom géographique - les volcans de boue.

## Volcans de boue sous-marins
Les volcans de boue souterrains et sous-marins sont également célèbres en Azerbaïdjan. Il y a plus de 140 volcans sous-marins dans la mer Caspienne. Huit îles de l'archipel de Bakou sont des volcans de boue d'origine. L'autre type de volcans de boue est des puits. Leur activité peut être observée parmi les strates de différents âges. Selon les informations, les volcans de boue ont commencé leur activité sur le territoire de l'Azerbaïdjan il y a 25 millions d'années.

## Éruption des volcans de boue
Environ 200 éruptions majeures se sont produites dans 50 volcans sur le territoire de la République d'Azerbaïdjan depuis 1810. L'éruption des volcans de boue s'accompagne de fortes explosions et de grondements souterrains. Les gaz sortent des couches les plus profondes de la terre et s'enflamment immédiatement. Une hauteur d'une flamme sur le volcan atteint 1 000 mètres (volcan Garasou). Le volcan Toragay a connu 6 éruptions de 1841 à 1950.
Les volcans de boue sont associés aux champs pétrolifères. On trouve des gisements riches en pétrole et en gaz dans les territoires des volcans de boue (Lokbatan, Garadg, Neft Dachlari, Michovdagh et autres). En outre, la lave, la boue et le liquide émis par les volcans de boue sont utilisés comme matières premières dans les industries chimiques et de la construction ainsi qu'en pharmacologie.

## La réserve d'État de Gobustan
La réserve d'État de Gobustan est située à plus de 60 kilomètres au sud-ouest de Bakou. En 1966, la région de Gobustan a été déclarée monument historique national de l'Azerbaïdjan dans le but de préserver les anciennes sculptures, les volcans de boue et les pierres à gaz de la région. Et dans la même année, le parc national de Gobustan a été créé. En 2007 le Parc National de Gobustan a été déclaré Patrimoine de l'Humanité par l'Unesco.

## Faits
- Les géologues de la NASA qui étudient la planète Mars ont conclu que les volcans de boue de l'Azerbaïdjan sont similaires aux hautes terres de la planète pour leur structure.
- Les éruptions des volcans sont utilisées comme matière première dans les industries chimiques et de la construction ainsi que dans la pharmacologie.
- L'argile volcanique et la boue sont utilisées dans le traitement des maladies du système nerveux, de la peau et des rhumatismes.
- Le 5 septembre 2004, le plus grand volcan de boue du territoire de l'Azerbaïdjan a été ajouté au livre de records Guinness[9].